# Aşağı İçkara, Şanlıurfa
Aşağı İçkara là một xã thuộc thành phố Şanlıurfa, tỉnh Şanlıurfa, Thổ Nhĩ Kỳ. Dân số thời điểm năm 2011 là 478 người.